# Cleonymia penicillata
Cleonymia penicillata är en fjärilsart som beskrevs av Jean Baptiste Boisduval 1840. Cleonymia penicillata ingår i släktet Cleonymia och familjen nattflyn. Inga underarter finns listade i Catalogue of Life.